# Harald Gimpel
Harald Gimpel (Wallendorf, 6 de septiembre de 1951) es un deportista de la RDA que compitió en piragüismo en la modalidad de eslalon.
Participó en los Juegos Olímpicos de Múnich 1972, obteniendo una medalla de bronce en la prueba de K1. Ganó dos medallas de bronce en el Campeonato Mundial de Piragüismo en Eslalon de 1975, en las pruebas de K1 individual y por equipos.

## Palmarés internacional
| Juegos Olímpicos   | Juegos Olímpicos    | Juegos Olímpicos  | Juegos Olímpicos |
| Año                | Lugar               | Medalla           | Competición      |
| ------------------ | ------------------- | ----------------- | ---------------- |
| 1972               | Múnich (RFA)        | Medalla de bronce | K1 individual    |
| Campeonato Mundial |                     |                   |                  |
| Año                | Lugar               | Medalla           | Competición      |
| 1975               | Skopie (Yugoslavia) | Medalla de bronce | K1 individual    |
| 1975               | Skopie (Yugoslavia) | Medalla de bronce | K1 por equipos   |